# Zala (Somogy)
Zala é um município da Hungria, situado no condado de Somogy. Tem 9,24 km² de área e sua população em 2019 foi estimada em 245 habitantes.